# Westminster John Knox Press
Westminster John Knox Press (WJK) è una casa editrice presbiteriana statunitense con sede a Louisville, nel Kentucky, nata nel 1988 dalla fusione tra la Westminster Press e la John Knox Press.

## Storia
Quattro anni dopo una taglio del 20% della forza lavoro nel 2011, la WJK dichiarava di avere a catalogo più di 1.600 libri a stampa, pubblicati a partire dal 1838.
La Westminster John Knox Press è controllata dalla Presbyterian Publishing Corporation, referente editoriale della Chiesa Presbiteriana statunitense, anch'essa con sede a Louisville.

## Attività
Westminster John Knox Press pubblica opere accademiche di religione e teologia per la comunità accademica e per le congregazioni reliogiose, unitamente a libri comemriclai, risorse per l'insegnamento e la formazione di anziani, chiamati alla predicazioe e al ministero religioso.
I soggetti tematici delle pubblicazioni sono:
(PCbooks.com)

## Distribuzione
Oltre ad una propria struttura distributiva, la WJK si avvale dei seguenti canali: Ingram (US), Norwich Books and Music (UK), Parasource Marketing & Distribution (Canada), Society of Saint Paul, Africa Christian Textbooks (Nigeria), SKS Books Warehouse (Singapore), Christian Book Discounters, Methodist Publishing House (Sud Africa), John Garratt Publishing, MediaCom Education (Australia)